# Pi (Film)
π (Alternativtitel: Pi – System im Chaos) ist ein US-amerikanischer experimenteller Thriller von Darren Aronofsky aus dem Jahre 1998. Die Produktionskosten betrugen lediglich 60.000 US-Dollar, er spielte aber über drei Millionen US-Dollar ein. Der Film wurde in Deutschland am 8. April 1999 erstmals gezeigt. Mehr als ein Jahrzehnt nach dem Kinostart gingen die Rechte an dem Film von Lionsgate zurück an Aronofsky, der ihn 2023 an A24 verkaufte. Eine 8K- und Atmos-Restaurationsversion wurde zum 25-jährigen Jubiläum am 14. März 2023 von A24 im IMAX-Format veröffentlicht.

## Handlung
Der in grobkörnigem Schwarzweiß gehaltene Film handelt vom paranoiden Mathematik-Genie Maximillian Cohen, der glaubt, alles in der Natur könne anhand von Zahlen verstanden werden. Gleich zu Beginn des Films formuliert er diesen Gedanken in Form von Hypothesen:
1. Mathematik ist die Sprache der Natur.
2. Alles um uns herum lässt sich durch Zahlen wiedergeben und verstehen.
3. Stellt man die Zahlen eines beliebigen Systems graphisch dar, entstehen Muster. Folgerung: Überall in der Natur existieren Muster.

Als Beweise hierfür sieht er unter anderem bestimmte Zyklen der Natur und den goldenen Schnitt. Davon ausgehend versucht er mit Hilfe seines Computers Euclid, vorhersehbare Muster in den Kursdaten des globalen Aktienmarkts, der für ihn ein natürlicher Organismus ist, zu finden und stößt dabei durch einen Computerabsturz auf eine 216-stellige Zahl. Zunächst hält er sie für unbedeutend. Als Sol Robeson, Max’ Go-Partner, ehemaliger Professor, Mentor und Förderer, von der 216-stelligen Zahl erfährt, erwähnt er, dass er selbst bei seinen Forschungsarbeiten an der Zahl π auf ein „Virus“ gestoßen sei, das ebendiese Zahl ausgab. Je mehr sich Max mit den Geheimnissen dieser Zahl befasst, desto eindringlicher warnt Sol ihn vor weiteren Untersuchungen und weist ihn an, sich nicht weiter mit ihr zu beschäftigen. Sie sei die Ursache für seinen Schlaganfall gewesen und letztlich auch der Grund für ihn, sich aus der aktiven mathematischen Forschung zurückzuziehen: „Es ist der Tod!“
Während seiner Forschungen wird Max regelmäßig von Cluster-Kopfschmerz geplagt, der bei ihm zu Totalausfällen führt – im Zuge dessen wird seine Paranoia immer stärker. Mit Fortschreiten des Filmes beginnt Max zu glauben, in der 216-stelligen Zahl den Schlüssel zum Verständnis des Universums gefunden zu haben, und seine Paranoia scheint sich als gerechtfertigt herauszustellen. Mehrere fanatische Gruppen werden auf seine Forschungen aufmerksam: eine Frau von der Wall Street, die Max’ Erkenntnisse für kapitalistische Zwecke nutzen will, und eine Gruppe kabbalistischer Juden, die glaubt, die Zahl enthalte den wahren Namen Gottes – eine Art Bibelcode der Tora. Nach Auffassung dieser Gruppe nähert sich die Menschheit dem Garten Eden, wenn eine reine Seele den Namen „ausspricht“.
Je mehr Max die Zahl versteht, desto stärker werden auch seine Kopfschmerzanfälle. Langsam verliert er immer mehr die Kontrolle über sein Leben, lässt sich von seiner Paranoia beherrschen und leidet unter Halluzinationen. Um seinem Leid zu entfliehen, vernichtet er zuletzt alle Spuren der Zahl, indem er einen Notizzettel mit der Zahl verbrennt und in einer weiteren Halluzination sein Gehirn mit einer Bohrmaschine vernichtet. Daraufhin hat er seine Fähigkeiten verloren.

## Kritiken
Einige Kritiker sehen in π eine Mixtur der beiden Klassiker Eraserhead von David Lynch und Tetsuo: The Iron Man von Shinya Tsukamoto. Aronofsky selbst sagte in einem Interview mit dem Gadfly Magazine über Tsukamoto:

“I’m a huge fan of his. About two years ago, I was at Sundance and saw his latest film Tokyo biyori. It totally inspired me to go out to make the cyberpunk movie in America. No one has done the cyberpunk genre over here.”

„Ich bin ein großer Fan von ihm. Vor ungefähr zwei Jahren war ich auf dem Sundance und habe dort seinen neuesten Film Tokyo biyori gesehen. Dieser hat mich vollkommen dazu inspiriert, loszuziehen und in Amerika Cyberpunk-Filme zu drehen. Hier drüben hat sich noch niemand mit dem Cyberpunk beschäftigt.“

Als ein weiterer möglicher Einfluss wird Robert Wienes Film Das Cabinet des Dr. Caligari von 1920 gesehen.
Die New York Times bezeichnet den Film als einen „bizarren und scharfsinnig paranoiden Thriller.“ Laut dem Time Out New York ist π „intelligent genug, Ihr Gehirn zu martern, ob mit oder ohne Drogen.“

„Die bedrückende Studie eines Psychopathen, die auf die Muster klassischer Psychothriller zurückgreift und sie experimentell verarbeitet. Ein Film von beachtlicher atmosphärischer Dichte, dessen Hauptdarsteller die Stadien von Klaustrophobie und Schizophrenie körperlich intensiv vorführt.“

Der Schriftsteller Stephen King bezeichnete den Film als einen eindeutigen Vorgänger zum Blair Witch Project. Er habe „das Kino mit dem Gefühl verlassen, […] nicht völlig sicher zu sein, was [er] da gesehen habe – dennoch war [er] von tiefem Unbehagen erfüllt. Der Film geht unter die Haut.“

## Wirkung
Sowohl Welle: Erdball auf dem Album Chaos Total als auch Jedi Mind Tricks auf dem Album Violent by Design haben einige Zitate in die Texte/Intros der Lieder eingebaut.